# María Auxiliadora (métro de Séville)
María Auxiliadora est une future station de la ligne 3 du métro de Séville. Elle sera située sous la rue de Marie Auxiliatrice, dans le district de San Pablo - Santa Justa, à Séville.

## Situation sur le réseau
Établie en souterrain, María Auxiliadora sera une station de passage de la ligne 3 du métro de Séville. Elle sera située après Capuchinos (Cruz Roja), en direction du terminus nord de Pino Montano Norte, et avant Puerta Carmona, en direction du terminus sud de Hospital de Valme.
Lors de la mise en service de la ligne 2, elle deviendra une station de correspondance.

## Histoire
L'emplacement de la station est présenté au public le 13 janvier 2022, lors du dévoilement du projet définitif du tronçon nord de la ligne 3.